# Wells Fargo Arena (Tempe)
Pour les articles homonymes, voir Wells Fargo Arena.
La Wells Fargo Arena est une salle omnisports située à Tempe, dans la banlieue de Phoenix en Arizona.
Elle accueille plusieurs équipes de l'Université d'État de l'Arizona notamment les équipes de basket-ball, de volley-ball, de gymnastique et de lutte.

## Événements
- Pacific Ten Conference men's basketball tournament, 1990